# Alena Gajdůšková

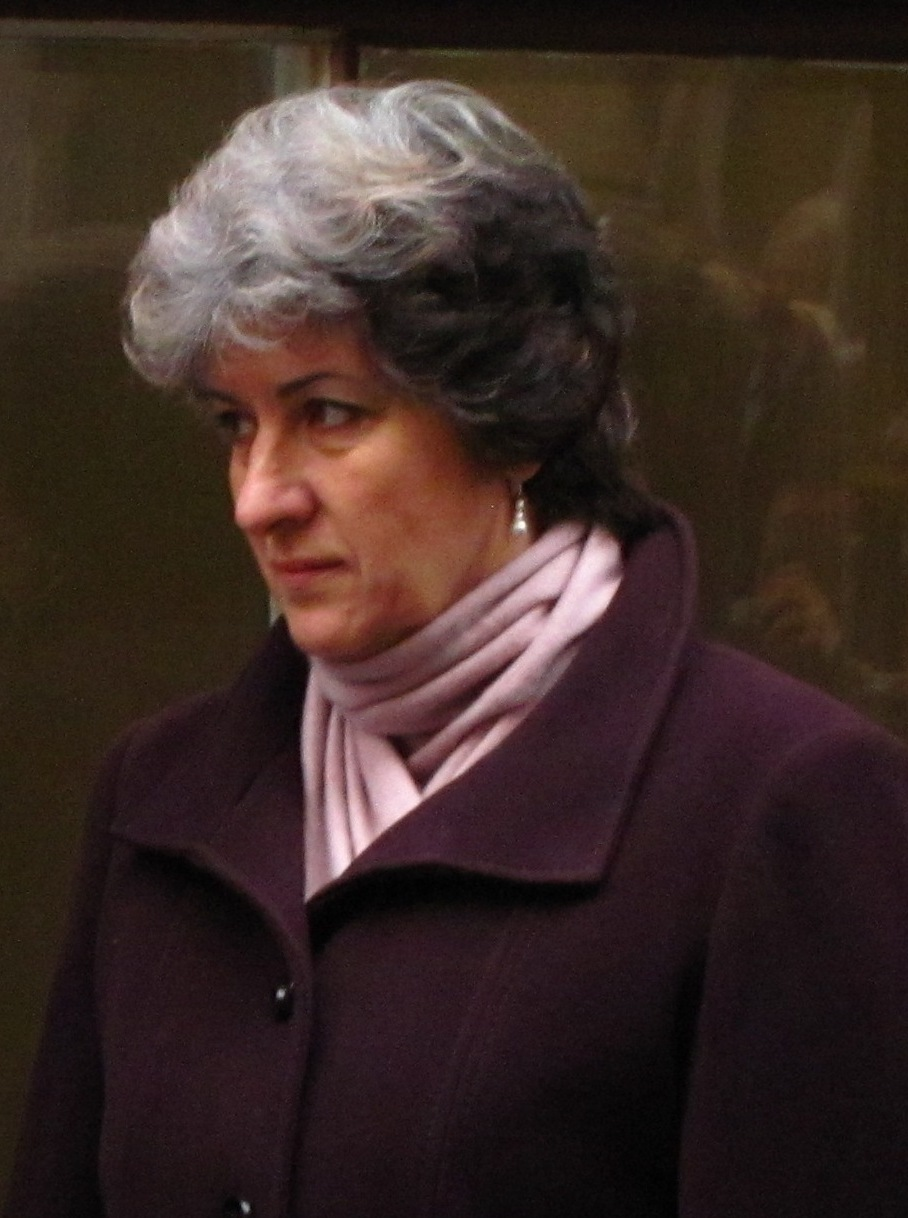
Alena Gajdůšková (2010)

Alena Gajdůšková (* 15. April 1954 in Prag) ist eine tschechische Politikerin der Partei ČSSD.

## Leben
Alena Gajdůšková absolvierte eine Ausbildung an der pädagogischen Fakultät an der Universität Ostrava, wo sie sich auf Grundschule und Kunsterziehung konzentrierte. Später studierte sie an der Wirtschaftsuniversität in Prag. Sie wurde 2002 das erste Mal in den Senat gewählt. 2008 konnte sie sich bei den Senatswahlen erneut einen Platz im Senat sichern.
Vom 24. Januar 2005 bis zum 22. Januar 2007 war sie stellvertretendes Mitglied der europäischen Versammlung, von Januar 2007 bis Oktober 2014 war sie Abgeordnete des Senats und von 2008 bis 2014 dessen Vizepräsidentin.